# Attwood Lake
Der Attwood Lake ist ein See im Thunder Bay District im Westen der kanadischen Provinz Ontario. 

## Lage
Der Attwood Lake liegt nordöstlich des Wabakimi Provincial Parks. Der See liegt im Bereich des Kanadischen Schilds auf einer Höhe von 303 m. Das 37 km² große langgestreckte Gewässer hat eine Nord-Süd-Ausdehnung von 19 km. Nach Süden hin verbreitert sich der Attwood Lake. Der Attwood River durchfließt den See von Süden nach Norden. Ein weiterer Zufluss ist der Weese River, der den benachbarten Weese Lake entwässert.
Der abgelegene Attwood Lake wird üblicherweise per Wasserflugzeug erreicht. Angeltouristen fangen hauptsächlich Glasaugenbarsch und Hecht. Im Frühjahr und Herbst kommen Amerikanische Seesaiblinge hinzu. In den Zuflüssen des Attwood Lake gibt es Bachsaiblinge.